# クルバ・エスト
Curva EST（クルヴァ・エスト）とは、かつてJリーグ・浦和レッズがホームスタジアムとして使用している浦和駒場スタジアムの東側コーナー立見席を指し、URAWA BOYS及びURAWA BOYSと共同歩調を取る複数のサポーターグループの総称として知られていた。通称クルヴァ。

## 歴史
浦和レッズの応援をリードするサポーターグループURAWA BOYS（以下UB）は、1998年のリーグ戦まで浦和駒場スタジアムの東側ゴール真裏立見席に陣取って応援していたが、リーグ戦終了後の天皇杯から応援場所をコーナー立見席に移動した。ゴール裏立見席には奥行きがないので縦に厚みができない点や、コーナー立見席なら屋根（正確には2階席）の反響を利用できる点など、移動理由は色々あった。
CURVAとはイタリア語でカーブを意味し、サッカー界では熱狂的サポーターが陣取るゴール裏のスタンドを指す。駒場スタジアムのコーナー立見席はカーブを描いており、CURVAと呼ぶには好都合の場所であった。UB及びUBと共同歩調を取る複数のサポーターグループは2000年頃からCurva ESTという言葉を頻繁に使うようになり、やがてCurva ESTは浦和レッズサポーターの間でも認知されるようになった。浦和レッズサポーターは一般的に彼らのことをクルヴァと呼ぶ。
なお、Curva ESTとは、UB及びUBと共同歩調を取る複数のサポーターグループの総称として浦和レッズサポーターの間では認知されているが、2002年にCurva ESTがCurva OVEST（駒場スタジアム西側コーナー立見席で応援していた複数のサポーターグループの集合体。2002年に解散）と揉めた際に発表した声明では、『我々の集合体の名称は「CURVA EST」でなく「URAWA BOYS」です。CURVA ESTとは「東のクルヴァ」という意で、単なる我々が駒場にいる場所の名前にしか過ぎません。』と説明している。
2014年3月8日のサガン鳥栖戦で埼玉スタジアム2002のホーム側ゴール裏席の入場口（通称「209ゲート」）に「JAPANESE ONLY（日本人以外お断り）」という人種差別的横断幕を掲げたことでチームが無観客試合などの処分を受けた。掲げたグループである「URAWA BOYS SNAKE '98」のメンバー20人に対し入場禁止の措置を受け（これにより「URAWA BOYS SNAKE '98」は事実上の解散）、同年3月28日にUBをはじめ「Curva EST」に所属する11グループすべてが解散されることが発表された。
その後、2016年ごろにかけてゴール裏ではサポーターグループの再編の動きが見られたが、Curva ESTとは関連がない。

## Curva EST（集合体URAWA BOYS）グループ一覧
2014年3月28日時点でクルヴァに所属し、解散を表明したグループ
- URAWA BOYS[1]
- X-LINE[1]
- R-NETTERS[1]
- B-ROCK CREW[1]
- URAWA RED A BRIGADE(URB)
- U-UNITED[1]
- RED GUN'S
- Crimson Knights
- FF(fatherfucker)
- COOL BEANS
- UK211

横断幕問題により解散したグループ
- URAWA BOYS SNAKE '98[1]

横断幕問題以前に離脱したグループ
- BOOTS BOYS[1] - 2008年（平成20年）シーズン前に埼玉スタジアムでの活動場所を南側（アウェイ側ホーム応援席）に移すことを表明し、クルヴァから離脱した。
- OUTSIDERS(元Crimson Knights)
- R-Bridge

## その他
- 2001年にクルヴァのビッグフラッグが完成した。デザインは、セントジョージクロス（イングランド国旗）の中央部にUBの大きなエンブレムが入り、その周りに他のグループのエンブレムが入る[7]。
- 2003年11月3日のナビスコカップ決勝では並びの負担を軽減するため、クルヴァが中心となり、普段のホームリーグ戦で行われている事前抽選を行った[8]。
- 2004年10月23日に県立カシマサッカースタジアムで行われた鹿島アントラーズとのリーグ戦では、クルヴァが中心となりバス60台3000人のバスツアーが実施された。バスの添乗員はクルヴァのメンバーが担当し、事前に消防署で救急救命の講習を受けた[9]。